# Diogo Gomes

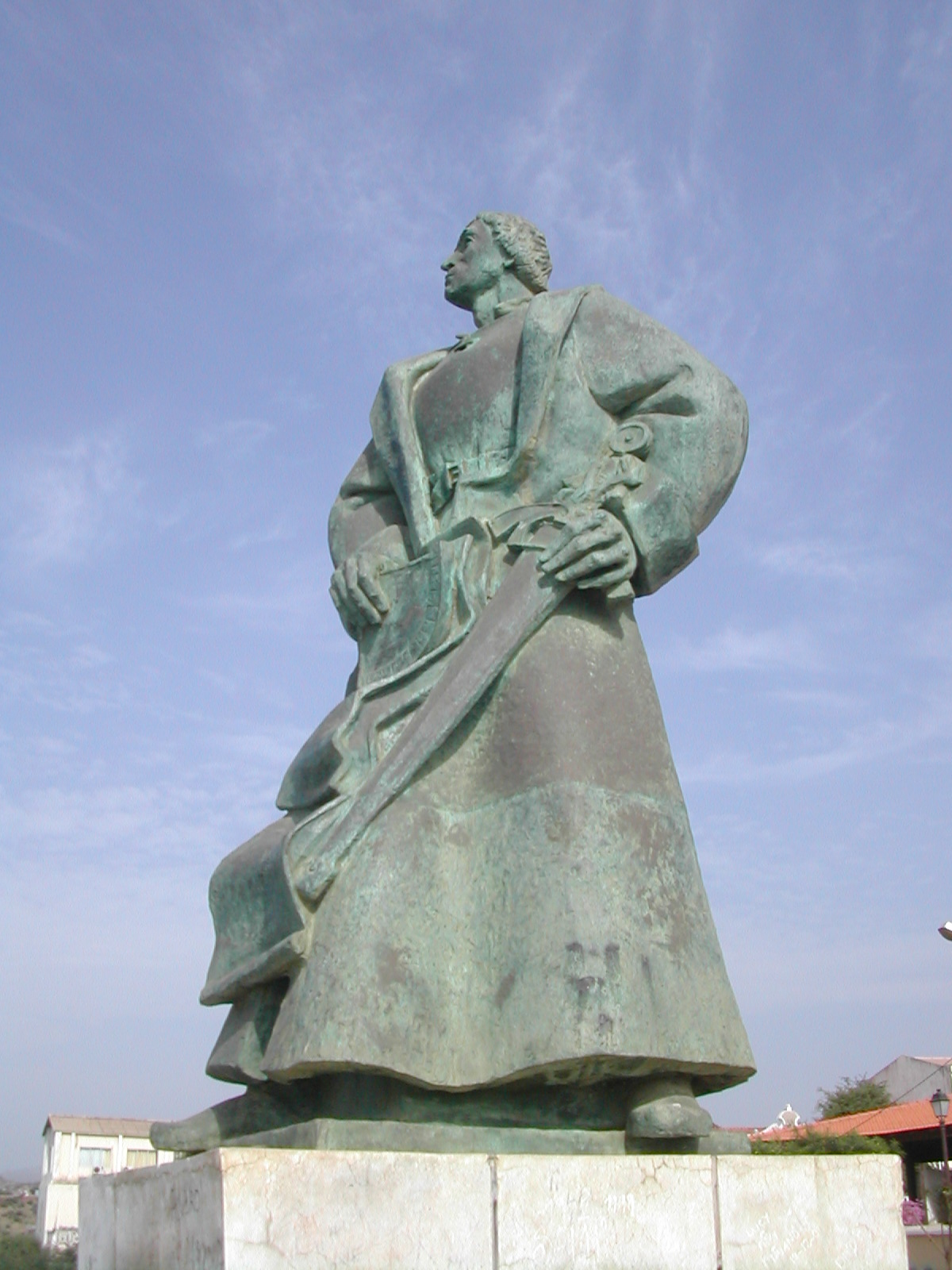
Diogo Gomes auf den Kapverden

Diogo Gomes (* 1420; † 1502) war ein portugiesischer Seefahrer, Entdecker und Autor.

## Leben
Gomes begann seine Karriere als Ritter (portugiesisch cavaleiro) am portugiesischen Hof und wurde 1440 im Zollsektor des Staates tätig. Er betätigte sich auch als Seefahrer und erreichte um 1455 die Hauptinsel Santiago der Kapverden. Im Jahre 1457 steuerte er mit drei Karavellen den Bissagos-Archipel an. 1466 wurde er als Richter an den Gerichtshof von Sintra gesandt und am 5. März 1482 in diesem Amt bestätigt. Gomes verfasste zu Gunsten Martin Behaims eine auf Latein abgefasste Chronik, die sich später großer Wertschätzung erfreute. Dreh- und Angelpunkt seiner dreiteiligen Erzählungen waren Heinrich der Seefahrer und dessen Taten für die Entdeckung unbekannter Erdteile.
Diese Chronik ist die einzige heutige Quelle, die die Wiederentdeckung der Azoren durch die Europäer, in diesem Fall die Portugiesen, beschreibt. Außerdem stellt Gomes die wissenschaftlichen und wirtschaftlichen Absichten des portugiesischen Prinzen Heinreich getreu dar. Heinrich sandte mehrere Karavellen aus, um im Atlantischen Ozean neues Land ausfindig zu machen. Während der Entdeckungsreise benutzte man hauptsächlich Karten und Quadranten zur besseren Orientierung, wie es auch Gomes selbst bei der Entdeckung der Kapverden tat.
Zum portugiesischen Kaufmann Fernão Gomes bestanden keine verwandtschaftlichen Beziehungen. 